# Старо здање
Старо здање се налази у Аранђеловцу. Градњу је започео кнез Михаило Обреновић 1868. године, по пројекту минхенског ученика, архитекте Косте Шрепловића. Двор Старо здање је својеврстан споменик културе, током 19. века уз Капетан Мишино здање у Београду представљао је једну од најлепших и највећих зграда у Србији.

## Историја
Старо здање представља један од најлепших примера архитектуре српског романтизма. Са 9.000 m² простора, првобитно је било замишљено као Скупштина Кнежевине Србије, међутим, премештањем тадашње престонице из Крагујевца у Београд, Старо здање постаје двор – летњиковац династије Обреновић. Најимпресивније део двора је балска сала, позната ка Кнежева сала. У сали се налази централни лустер, састављен од много делића кристала и четири мања лустера, која га окружују. У Двору Старо здање се налазе вредне уметничке збирке слика, као и стилски намештај. У време краља Милана и краља Александра Обреновића приређивани су балови, о којима се причало у целој Србији. У овој сали је млади официр Живојин Мишић на једном од балова упознао своју будућу супругу Немицу Лујзу. После мајског преврата 1903. године Двор Старо здање губи на значају. Тек 1906. године када је изграђена пруга уског колосека од Београда до Аранђеловца, Старо здање постаје хотел, јер су возовима из Београда свакодневно пристизали гости. Хотел Старо здање се данас налази у власништву Дирекције за имовину Републике Србије за чије управљање је задужено предузеће А. Д. Буковичка бања. Двор Старо здање је данас затворен за посетиоце, јер је због људског немара претворен у руину и често је на мети лопова и вандала. Председник Владе Србије Зоран Ђинђић планирао је да обнови Двор Старо здање. Боравећи у Аранђеловцу пред крај 2002. године, обрео се на тераси двора и том приликом рекао тадашњем министру грађевина Драгославу Шумарцу како „жели да 2004. године за прославу 200-годишњице српске државности хотел буде спреман да прими делегације“.

## Галерија
- Старо здање
- Старо здање
- Старо здање
- Старо здање
- Старо здање